# Melocactus schatzlii
Melocactus schatzlii är en kaktusväxtart som beskrevs av H. Till och R. Gruber. Melocactus schatzlii ingår i släktet Melocactus och familjen kaktusväxter.

## Underarter
Arten delas in i följande underarter:
- M. s. chicamochae
- M. s. schatzlii

## Bildgalleri

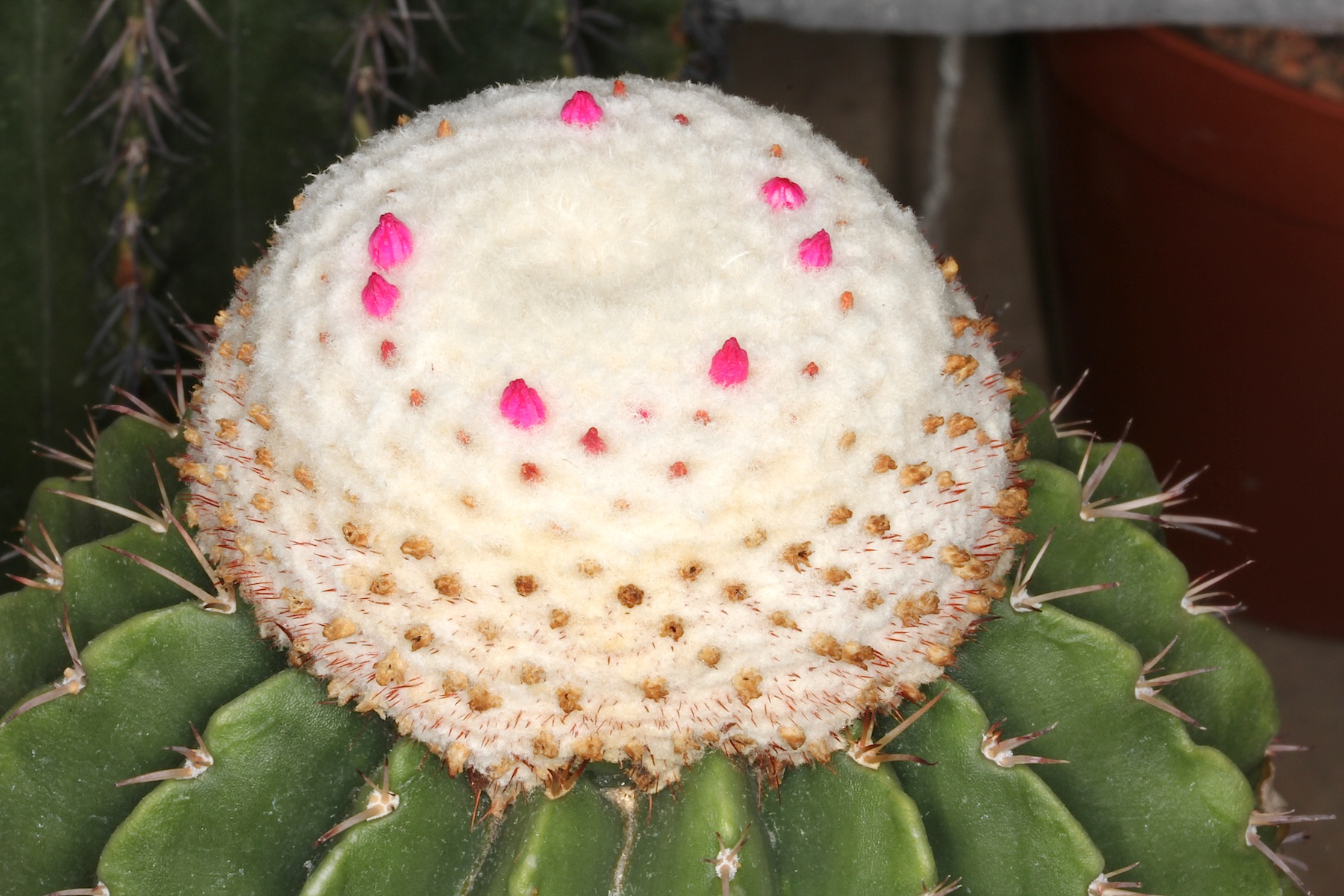